# Припјат (река)
Припјат (укр. Припять; блр. Прыпяць) река је која протиче кроз Украјину и Белорусију. Десна је притока Дњепра.

## Ток
Укупна дужина водотока је 775 km, а површина слива 114.300 km². Припјат извире испод Волинске горе, северозападно од града Ковељ у Украјини. Након 204. километра тока река прелази у Белорусију. Дужина тока кроз Белорусију је око 500 km — тече кроз Полеску низију где има јако миран ток, а обале су доста мочварне. У средњем делу тока обале су песковите, а корито је делимично каналисано. Последњих 50 km тока је поново кроз територију Украјине где се неколико километара јужније од Чернобиља улива у Дњепар.
Припјат је каналима повезан са Западним Бугом и Њеменом. 1930-их година су значајне површине Полеских мочвара исушене преусмеравањем њихове воде у Припјат.

## Речни режим
Река углавном има снежни режим храњења pa је највиши водостај од почетка марта до средине априла. У том периоду водостај расте у горњем делу тока за 2 метра, у средњем до 3,5 метара, а у доњем делу тока 5 до 7 метара (са честим поплавама). Просечан проток је око 370 m³/s, док је на ушћу око 460 m³/s. Апсолутни максимум протока је 6000 m³/s, док проток на годишњем нивоу износи 14,5 km³. Река је замрзнута од средине децембра до краја марта.
Река је пловна у дужини од 591 km узводно од ушћа. Река је богата рибом (деверика, караш, штука, смуђ, црвенперка, сом, шаран), а уз обале су бројни вештачки рибњаци. На реци постоји и мноштво мањих ада.
Највеће притоке су Горињ, Стоход, Стир, Уж, Ствига (десне) и Виц, Ипа, Лањ, Птич, Случ и Јасељда (леве).

## Градови
Највећи градови који леже на обалама Припјата су Пинск и Мозир, и оба се налазе у Белорусији. Припјат протиче и кроз данас мртве градове Припјат и Чернобиљ, који су напуштени након Чернобиљске катастрофе 1986. године. У доњем току река је јако загађена радиоактивним елементима из Чернобиљске нуклеарне електране.